# Le Sillon
Le Sillon foi um movimento político - religioso francês fundado em 1894 pelo jornalista Marc Sangnier com o objetivo de aproximar o catolicismo dos ideais socialistas e republicanos franceses a fim de criar uma alternativa ao marxismo e outros movimentos operários anticlericais e construir uma nova humanidade.

## História
Em 1891, o Papa Leão XIII, em sua encíclica Rerum Novarum, exortou a Igreja Católica a aumentar sua convicção nos problemas sociais. Esta postura proporcionou a oportunidade de um melhor relacionamento entre a Igreja e a República, fato almejado pelas forças católicas mais progressistas. Le Sillon levaria a cabo um projeto de reconciliação em larga escala entre o movimento operário e o cristianismo, sem pretender ser um movimento católico, no sentido de que não pretendia apoiar bispos e padres no exercício de seu ministério.
Em 1905, Sangnier criaria uma confederação de grupos, entendida como "círculos de educação católica", onde jovens padres poderiam discutir questões religiosas e sociais. Naquela época, Le Sillon contava com o apoio do Papa Pio X e do episcopado francês. No entanto, o apoio da igreja seria de curta duração, sendo considerada muito modernista.
Em 1910, o movimento é condenado pelo Papa Pio X na encíclica Notre chargue apostolique, acusando-o de "modernismo social" de querer nivelar as diferenças sociais e criar uma igreja mundial. Como resultado, Le Sillon se separou.
Em 1912, Sangnier fundou um grupo substituto, a Ligue de la jeune République, para promover sua visão do catolicismo social.